# Carex tsaratananensis
Carex tsaratananensis är en halvgräsart som beskrevs av Henri Chermezon. Carex tsaratananensis ingår i släktet starrar, och familjen halvgräs. Inga underarter finns listade i Catalogue of Life.